# Tarta capuchina

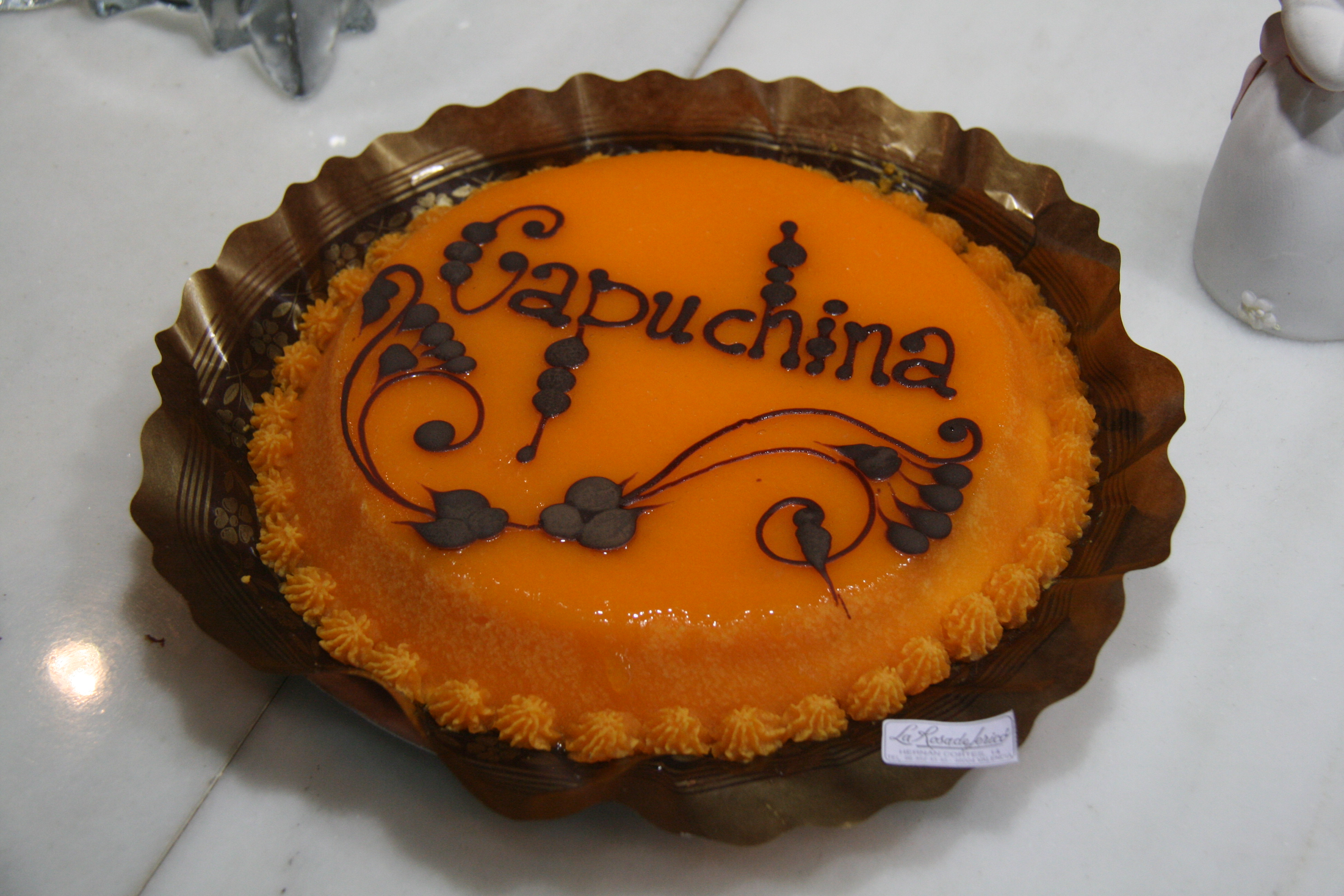
Una tarta capuchina.

La tarta capuchina es una tarta elaborada principalmente con yema de huevo y almíbar. La tarta suele presentarse en forma cilíndrica o de rectángulo, dependiendo del molde. Se trata de una tarta que se elabora mediante baño maría. Es frecuente que se sirva a temperatura ambiente. 

## Características
Se suelen preparar las yemas de huevo batiendo hasta que tomen una textura especial que se denomina punto de relieve y de color blanco. Esta operación suele hacerse en un recipiente al baño maría tíbio. En algunos casos para espesar la masa suele añadirse una harina de maíz para que aporte su almidón. La masa obtenida se introduce en un molde (que tendrá la forma final de la tarta) y se hornea a fuego moderado. Se elabora un almíbar y se remoja la tarta hasta que cale la masa, esta operación se facilita proporcionando un nuevo "hervor" con el almíbar. A veces suele aplicarse un hierro incandescente para darle la decoración final. Esta tarta es muy popular en las pastelerías de algunas regiones de España.